# Life (revista)
A revista Life foi publicada semanalmente de 1883 a 1972, como uma "edição especial" intermitente até 1978, mensal de 1978 a 2000 e um suplemento online desde 2008. Durante sua era dourada de 1936 a 1972, Life era uma revista semanal de interesse geral conhecida pela qualidade de sua fotografia e era uma das revistas mais populares do país, alcançando regularmente um quarto da população dos Estados Unidos.

## História

### Lifede1883a1936
Fundada por John Ames Mitchell em 4 de janeiro de 1883 e editada semanalmente pela Life Publishing Company, a revista Life foi conhecida pelos Cartoons, séries de Pin-up, textos humorísticos e pelas críticas de teatro e cinema.

### Lifede 1936 a2000
A LIFE Magazine foi uma revista de fotojornalismo, fundada em 1936 por Henry Luce (fundador da Time Magazine), depois de adquirir os direitos da marca Life. A publicação periódica do Life Magazine terminou com a edição de maio de 2000.
Em 1982, Christie Brinkley foi capa da revista, posando num fato (roupa) de banho vermelho e fotografada por Patrick Demarchelier, tornou essa edição a mais vendida de todos os tempos.